# A Dél-afrikai Köztársaság a 2000. évi nyári olimpiai játékokon
A Dél-afrikai Köztársaság az ausztráliai Sydneyben megrendezett 2000. évi nyári olimpiai játékok egyik részt vevő nemzete volt. Az országot az olimpián 17 sportágban 127 sportoló képviselte, akik összesen 5 érmet szereztek.

## Érmesek
| Érem  | Versenyző               | Sportág  | Versenyszám         |
| ----- | ----------------------- | -------- | ------------------- |
| Ezüst | Hestrie Storbeck-Cloete | Atlétika | Női magasugrás      |
| Ezüst | Terence Parkin          | Úszás    | Férfi 200 m mell    |
| Bronz | Llewellyn Herbert       | Atlétika | Férfi 400 m gát     |
| Bronz | Frantz Kruger           | Atlétika | Férfi diszkoszvetés |
| Bronz | Penelope Heyns          | Úszás    | Női 100 m mell      |

## Atlétika
Férfi
| Versenyző                                                                                        | Versenyszám     | Előfutam | Előfutam | Előfutam | Negyeddöntő | Negyeddöntő | Negyeddöntő | Elődöntő | Elődöntő | Elődöntő | Döntő   | Döntő    |
| Versenyző                                                                                        | Versenyszám     | Idő      | Hely.    | Össz.    | Idő         | Hely.       | Össz.       | Idő      | Hely.    | Össz.    | Idő     | Helyezés |
| ------------------------------------------------------------------------------------------------ | --------------- | -------- | -------- | -------- | ----------- | ----------- | ----------- | -------- | -------- | -------- | ------- | -------- |
| Matthew Quinn                                                                                    | 100 m           | 10,44    | 2.       | 39.**    | 10,27       | 7.          | 16.***      | kiesett  | kiesett  | kiesett  | kiesett | kiesett  |
| Hendrik Mokganyetsi                                                                              | 400 m           | 45,22    | 1.       | 2.*      | 45,15       | 2.          | 5.          | 45,52    | 2.       | 7.       | 45,26   | 6.       |
| Arnaud Malherbe                                                                                  | 400 m           | 45,73    | 4.       | 20.      | 45,59       | 8.          | 20.         | kiesett  | kiesett  | kiesett  | kiesett | kiesett  |
| Hezekiél Sepeng                                                                                  | 800 m           | 1:47,46  | 1.       | 19.      |             |             |             | 1:44,85  | 4.       | 8.       | 1:45,29 | 4.       |
| Johan Botha                                                                                      | 800 m           | 1:46,91  | 3.       | 13.      |             |             |             | 1:45,49  | 4.       | 11.      | kiesett | kiesett  |
| Werner Botha                                                                                     | 800 m           | 1:47,83  | 1.       | 29.      |             |             |             | 1:46,53  | 5.       | 16.      | kiesett | kiesett  |
| Hendrick Ramaala                                                                                 | Maraton         |          |          |          |             |             |             |          |          |          | 2:16:19 | 12.      |
| Josia Thugwane                                                                                   | Maraton         |          |          |          |             |             |             |          |          |          | 2:16:59 | 20.      |
| Johannes Maremane                                                                                | Maraton         |          |          |          |             |             |             |          |          |          | 2:21:25 | 43.      |
| Shaun Bownes                                                                                     | 110 m gát       | 13,53    | 3.       | 5.**     | 13,54       | 2.          | 7.*         | 13,41    | 5.       | 9.*      | kiesett | kiesett  |
| Llewellyn Herbert                                                                                | 400 m gát       | 49,25    | 1.       | 3.       |             |             |             | 48,38    | 1.       | 2.       | 47,81   |          |
| Alwyn Myburgh                                                                                    | 400 m gát       | 49,57    | 3.       | 10.      |             |             |             | 49,25    | 4.       | 13.**    | kiesett | kiesett  |
| Alwyn Myburgh Hezekiél Sepeng Llewellyn Herbert Arnaud Malherbe Hendrik Mokganyetsi Werner Botha | 4 × 400 m váltó | 3:04,08  | 1.       | 6.       |             |             |             | 3:01,25  | 5.       | 6.       | kiesett | kiesett  |

| Versenyző         | Versenyszám   | Selejtező | Selejtező | Döntő    | Döntő    |
| Versenyző         | Versenyszám   | Eredmény  | Helyezés  | Eredmény | Helyezés |
| ----------------- | ------------- | --------- | --------- | -------- | -------- |
| Okkert Brits      | Rúdugrás      | 565 cm    | 7.****    | 580 cm   | 7.       |
| Janus Robberts    | Súlylökés     | 19,79 m   | 12.       | 20,32 m  | 7.       |
| Burger Lambrechts | Súlylökés     | 19,75 m   | 14.       | kiesett  | kiesett  |
| Karel Potgieter   | Súlylökés     | 19,02 m   | 22.       | kiesett  | kiesett  |
| Frantz Kruger     | Diszkoszvetés | 67,54 m   | 2.        | 68,19 m  |          |
| Frits Potgieter   | Diszkoszvetés | 61,56 m   | 18.       | kiesett  | kiesett  |

Női
| Versenyző        | Versenyszám | Előfutam | Előfutam | Előfutam | Negyeddöntő | Negyeddöntő | Negyeddöntő | Elődöntő | Elődöntő | Elődöntő | Döntő    | Döntő    |
| Versenyző        | Versenyszám | Idő      | Hely.    | Össz.    | Idő         | Hely.       | Össz.       | Idő      | Hely.    | Össz.    | Idő      | Helyezés |
| ---------------- | ----------- | -------- | -------- | -------- | ----------- | ----------- | ----------- | -------- | -------- | -------- | -------- | -------- |
| Heide Seÿerling  | 400 m       | 51,92    | 3.       | 16.      | 50,87       | 2.          | 7.          | 51,06    | 3.       | 8.       | 50,05    | 6.       |
| Elana Meyer      | 10 000 m    | 32:35,32 | 7.       | 15.      |             |             |             |          |          |          | 31:14,70 | 8.       |
| Colleen de Reuck | Maraton     |          |          |          |             |             |             |          |          |          | 2:36:48  | 31.      |

| Versenyző               | Versenyszám | Selejtező | Selejtező | Döntő                    | Döntő    |
| Versenyző               | Versenyszám | Eredmény  | Helyezés  | Eredmény                 | Helyezés |
| ----------------------- | ----------- | --------- | --------- | ------------------------ | -------- |
| Hestrie Storbeck-Cloete | Magasugrás  | 194 cm    | 1.******* | 201 cm                   |          |
| Elmarie Gerryts         | Rúdugrás    | 430 cm    | 7.***     | érvényes kísérlet nélkül | 12.      |

* - egy másik versenyzővel azonos eredményt ért el

** - két másik versenyzővel azonos eredményt ért el

*** - három másik versenyzővel azonos eredményt ért el

**** - négy másik versenyzővel azonos eredményt ért el

******* - hét másik versenyzővel azonos eredményt ért el

## Baseball
| Dél-afrikai férfi baseballcsapat-játékoskeret | Dél-afrikai férfi baseballcsapat-játékoskeret |
| --- | --- |
| - Neil Adonis - Clint Alfino - Francisco Alfino - Paul Bell - Vaughn Berriman - Jason Cook - Errol Davis - Simon de la Rey - Nick Dempsey - Ashley Dove - Darryl Gonsalves - Brian Harrell | - Richard Harrell - Tim Harrell - Ian Holness - Kevin Johnson - Willem Kemp - Morne MacKay - Liall Mauritz - Carl Michaels - Glen Morris - Alan Phillips - Darryn Smith - Russell van Niekerk |

### Eredmények
Csoportkör
| Csapat                  | M | Gy | V | P+ | P– | Pk  |
| ----------------------- | - | -- | - | -- | -- | --- |
| Kuba                    | 7 | 6  | 1 | 50 | 17 | +33 |
| Egyesült Államok        | 7 | 6  | 1 | 42 | 14 | +28 |
| Dél-Korea               | 7 | 4  | 3 | 40 | 26 | +14 |
| Japán                   | 7 | 4  | 3 | 41 | 23 | +18 |
| Hollandia               | 7 | 3  | 4 | 19 | 29 | –10 |
| Olaszország             | 7 | 2  | 5 | 33 | 43 | –10 |
| Ausztrália              | 7 | 2  | 5 | 30 | 41 | –11 |
| Dél-afrikai Köztársaság | 7 | 1  | 6 | 11 | 73 | –62 |

| 2000. szeptember 17. 11:30 |  | Dél-afrikai Köztársaság (RSA) | 0–16 | Kuba |  |  |
| 2000. szeptember 17. 11:30 |  |                               |      |      |  |  |

| 2000. szeptember 18. 18:30 |  | Dél-afrikai Köztársaság (RSA) | 1–11 | Egyesült Államok |  |  |
| 2000. szeptember 18. 18:30 |  |                               |      |                  |  |  |

| 2000. szeptember 19. 11:30 |  | Olaszország (ITA) | 13–0 | Dél-afrikai Köztársaság |  |  |
| 2000. szeptember 19. 11:30 |  |                   |      |                         |  |  |

| 2000. szeptember 20. 18:30 |  | Ausztrália (AUS) | 10–4 | Dél-afrikai Köztársaság |  |  |
| 2000. szeptember 20. 18:30 |  |                  |      |                         |  |  |

| 2000. szeptember 22. 18:30 |  | Japán (JPN) | 8–0 | Dél-afrikai Köztársaság |  |  |
| 2000. szeptember 22. 18:30 |  |             |     |                         |  |  |

| 2000. szeptember 23. 11:30 |  | Dél-afrikai Köztársaság (RSA) | 3–2 | Hollandia |  |  |
| 2000. szeptember 23. 11:30 |  |                               |     |           |  |  |

| 2000. szeptember 24. 12:30 |  | Dél-afrikai Köztársaság (RSA) | 3–13 | Dél-Korea |  |  |
| 2000. szeptember 24. 12:30 |  |                               |      |           |  |  |

| Csapat                  | Helyezés |
| ----------------------- | -------- |
| Dél-afrikai Köztársaság | 8.       |

## Birkózás
Szabadfogású
| Versenyző      | Versenyszám | Csoportkör                                                                    | Csoportkör | Negyeddöntő       | Elődöntő          | Bronz- mérkőzés   | Döntő             | Helyezés |
| Versenyző      | Versenyszám | Ellenfél Eredmény                                                             | Hely.      | Ellenfél Eredmény | Ellenfél Eredmény | Ellenfél Eredmény | Ellenfél Eredmény | Helyezés |
| -------------- | ----------- | ----------------------------------------------------------------------------- | ---------- | ----------------- | ----------------- | ----------------- | ----------------- | -------- |
| Jannie du Toit | 76 kg       | 3. csoport · Ruslan Khinchagov (UZB) · 1-11 · Elşad Allahverdiyev (AZE) · 5-8 | 3.         | kiesett           | kiesett           | kiesett           | kiesett           | 14.      |

## Cselgáncs
Női
| Versenyző    | Versenyszám | Selejtező                      | Nyolcaddöntő      | Negyeddöntő       | Elődöntő          | Vigaszág első kör | Vigaszág negyeddöntő | Vigaszág elődöntő | Bronz- mérkőzés   | Döntő             | Helyezés    |
| Versenyző    | Versenyszám | Ellenfél Eredmény              | Ellenfél Eredmény | Ellenfél Eredmény | Ellenfél Eredmény | Ellenfél Eredmény | Ellenfél Eredmény    | Ellenfél Eredmény | Ellenfél Eredmény | Ellenfél Eredmény | Helyezés    |
| ------------ | ----------- | ------------------------------ | ----------------- | ----------------- | ----------------- | ----------------- | -------------------- | ----------------- | ----------------- | ----------------- | ----------- |
| Tania Tallie | Légsúly     | Zhao Shunxin (CHN) · 0011-0101 | kiesett           | kiesett           | kiesett           |                   |                      |                   |                   |                   | helyezetlen |

## Evezés
Férfi
| Versenyző                                             | Versenyszám                          | Előfutam | Előfutam | Vigaszág | Vigaszág | Elődöntő | Elődöntő | Elődöntő | Döntő | Döntő   | Döntő | Helyezés |
| Versenyző                                             | Versenyszám                          | Idő      | Hely.    | Idő      | Hely.    | Típus    | Idő      | Hely.    | Típus | Idő     | Hely. | Helyezés |
| ----------------------------------------------------- | ------------------------------------ | -------- | -------- | -------- | -------- | -------- | -------- | -------- | ----- | ------- | ----- | -------- |
| Ramon di Clemente Donnie Cech                         | Kormányos nélküli kettes             | 6:43,23  | 2.       |          |          | A/B      | 6:33,15  | 3.       | A     | 6:43,10 | 6.    | 6.       |
| Mark Rowand Ross Hawkins Roger Tobler Mike Hasselbach | Könnyűsúlyú kormányos nélküli négyes | 6:17,88  | 3.       |          |          | A/B      | 6:02,09  | 3.       | A     | 6:07,67 | 5.    | 5.       |

Női
| Versenyző                     | Versenyszám              | Előfutam | Előfutam | Vigaszág | Vigaszág | Döntő | Döntő   | Döntő | Helyezés |
| Versenyző                     | Versenyszám              | Idő      | Hely.    | Idő      | Hely.    | Típus | Idő     | Hely. | Helyezés |
| ----------------------------- | ------------------------ | -------- | -------- | -------- | -------- | ----- | ------- | ----- | -------- |
| Helen Fleming Colleen Orsmond | Kormányos nélküli kettes | 7:17,83  | 1.       |          |          | A     | 7:16,84 | 5.    | 5.       |

## Gyeplabda

### Női
| Dél-afrikai női gyeplabdacsapat-játékoskeret                                                                                            | Dél-afrikai női gyeplabdacsapat-játékoskeret                                                                                       |
| --- | --- |
| - Paola Vidulich - Inke van Wyk - Jacqui Geyser - Carina van Zijl - Anli Kotze - Michele MacNaughton - Karen Roberts - Lindsey Carlisle | - Karen Symons - Kerry Bee - Pietie Coetzee - Alison Dare - Luntu Ntloko - Marilyn Agliotti - Caryn Bentley - Susan Wessels-Webber |

#### Eredmények
Csoportkör
B csoport
| Csapat                        | M | Gy | D | V | G+ | G– | Gk | P |
| ----------------------------- | - | -- | - | - | -- | -- | -- | - |
| Új-Zéland (NZL)               | 4 | 2  | 1 | 1 | 7  | 5  | +2 | 7 |
| Kína (CHN)                    | 4 | 2  | 0 | 2 | 4  | 5  | –1 | 6 |
| Hollandia (NED)               | 4 | 1  | 2 | 1 | 9  | 9  | 0  | 5 |
| Németország (GER)             | 4 | 1  | 2 | 1 | 6  | 6  | 0  | 5 |
| Dél-afrikai Köztársaság (RSA) | 4 | 1  | 1 | 2 | 4  | 5  | –1 | 4 |

| 2000. szeptember 17. 20:30 | Németország (GER)      | 2–1   | Dél-afrikai Köztársaság (RSA) | Játékvezetők: Lee Mi-Ok (KOR), Kazuko Yasueda (JPN) |
| 2000. szeptember 17. 20:30 | Rinne 28' · Becker 50' | (1–1) | Agliotti 7'                   | Játékvezetők: Lee Mi-Ok (KOR), Kazuko Yasueda (JPN) |

| 2000. szeptember 19. 13:30 | Hollandia (NED)              | 2–2   | Dél-afrikai Köztársaság (RSA) | Játékvezetők: Kazuko Yasueda (JPN), Gill Clarke (GBR) |
| 2000. szeptember 19. 13:30 | Boomgaardt 12' · Smabers 16' | (2–0) | Coetzee 52' · Dare 61'        | Játékvezetők: Kazuko Yasueda (JPN), Gill Clarke (GBR) |

| 2000. szeptember 21. 18:30 | Új-Zéland (NZL) | 1–0   | Dél-afrikai Köztársaság (RSA) | Játékvezetők: Judith Barnesby (AUS), Lee Mi-Ok (KOR) |
| 2000. szeptember 21. 18:30 | Smith 54'       | (0–0) |                               | Játékvezetők: Judith Barnesby (AUS), Lee Mi-Ok (KOR) |

| 2000. szeptember 22. 18:30 | Kína (CHN) | 0–1   | Dél-afrikai Köztársaság (RSA) | Játékvezetők: Angela Lario (ESP), Gill Clarke (GBR) |
| 2000. szeptember 22. 18:30 |            | (0–0) | Geyser 52'                    | Játékvezetők: Angela Lario (ESP), Gill Clarke (GBR) |

A 7–10. helyért
| 2000. szeptember 25. 10:30 | Nagy-Britannia (GBR)                 | 3–2   | Dél-afrikai Köztársaság (RSA) | State Hockey Centre, Sydney Játékvezetők: Renee Chatas (USA), Angela Lario (ESP) |
| 2000. szeptember 25. 10:30 | Simpson 3' · Clewlow 12' · Smith 38' | (2–2) | Dare 6' · Coetzee 31'         | State Hockey Centre, Sydney Játékvezetők: Renee Chatas (USA), Angela Lario (ESP) |

A 9. helyért
| 2000. szeptember 27. 08:30 | Dél-afrikai Köztársaság (RSA) | 0–3   | Dél-Korea (KOR)                      | State Hockey Centre, Sydney Játékvezetők: Michele Arnold (AUS), Renee Cohen (NED) |
| 2000. szeptember 27. 08:30 |                               | (0–3) | Kim Mihjon 23', 26' · Ju Hidzsu 35+' | State Hockey Centre, Sydney Játékvezetők: Michele Arnold (AUS), Renee Cohen (NED) |

| Csapat                        | Helyezés |
| ----------------------------- | -------- |
| Dél-afrikai Köztársaság (RSA) | 10.      |

## Íjászat
Női
| Versenyző     | Versenyszám | Selejtező | Selejtező | 64-es főtábla                                 | 32-es főtábla                             | Nyolcaddöntő      | Negyeddöntő       | Elődöntő          | Döntő             | Helyezés |
| Versenyző     | Versenyszám | Pont      | Kiemelt   | Ellenfél Eredmény                             | Ellenfél Eredmény                         | Ellenfél Eredmény | Ellenfél Eredmény | Ellenfél Eredmény | Ellenfél Eredmény | Helyezés |
| ------------- | ----------- | --------- | --------- | --------------------------------------------- | ----------------------------------------- | ----------------- | ----------------- | ----------------- | ----------------- | -------- |
| Kirstin Lewis | Egyéni      | 615       | 48.       | Natalia Nasaridze-Çakir (TUR) (17.) · 154-153 | Michelle Tremelling (AUS) (49.) · 147-162 | kiesett           | kiesett           | kiesett           | kiesett           | 32.      |
| Jill Börresen | Egyéni      | 635       | 18.       | Cristina Ioriatti (ITA) (47.) · 145-154       | kiesett                                   | kiesett           | kiesett           | kiesett           | kiesett           | 56.      |

## Kajak-kenu

### Síkvízi
Férfi
| Versenyző       | Versenyszám        | Előfutam | Előfutam | Előfutam | Elődöntő | Elődöntő | Elődöntő | Döntő    | Döntő    |
| Versenyző       | Versenyszám        | Idő      | Hely.    | Össz.    | Idő      | Hely.    | Össz.    | Idő      | Helyezés |
| --------------- | ------------------ | -------- | -------- | -------- | -------- | -------- | -------- | -------- | -------- |
| Alan van Coller | Kajak egyes 500 m  | 1:41,805 | 5.       | 8.       | 1:40,656 | 3.       | 7.       | 2:04,981 | 8.       |
| Alan van Coller | Kajak egyes 1000 m | 3:39,573 | 4.       | 15.      | 3:41,727 | 4.       | 13.      | kiesett  | kiesett  |

Női
| Versenyző   | Versenyszám       | Előfutam | Előfutam | Előfutam | Elődöntő | Elődöntő | Elődöntő | Döntő    | Döntő    |
| Versenyző   | Versenyszám       | Idő      | Hely.    | Össz.    | Idő      | Hely.    | Össz.    | Idő      | Helyezés |
| ----------- | ----------------- | -------- | -------- | -------- | -------- | -------- | -------- | -------- | -------- |
| Ruth Nortje | Kajak egyes 500 m | 1:51,047 | 3.       | 3.       |          |          |          | 2:20,274 | 7.       |

## Kerékpározás

### Hegyi-kerékpározás
| Versenyző   | Versenyszám      | Idő                    | Helyezés |
| ----------- | ---------------- | ---------------------- | -------- |
| Erica Green | Női terepverseny | 2:03:32,37 (+14:07,99) | 25.      |

### Országúti kerékpározás
Férfi
| Versenyző     | Versenyszám   | Idő              | Helyezés      |
| ------------- | ------------- | ---------------- | ------------- |
| David George  | Mezőnyverseny | 5:45:51 (+16:43) | 86.           |
| Robert Hunter | Mezőnyverseny | nem ért célba    | nem ért célba |

### Pálya-kerékpározás
Időfutam
| Név         | Versenyszám  | Idő      | Helyezés |
| ----------- | ------------ | -------- | -------- |
| Garen Bloch | Férfi egyéni | 1:04,478 | 8.       |

## Labdarúgás

### Férfi
| Dél-afrikai férfi labdarúgócsapat-játékoskeret | Dél-afrikai férfi labdarúgócsapat-játékoskeret |
| --- | --- |
| - Aaron Mokoena - Abram Nteo - Benni McCarthy - Daniel Matsau - David Kannemeyer - Delron Buckley - Emille Baron - Steve Lekoelea - Fabian McCarthy | - Jabu Pule - Matthew Booth - Nkhiphitheni Matombo - Toni Nhleko - Quinton Fortune - Siyabonga Nomvethe - Stanton Fredericks - Steve Lekoelea - Dumisa Ngobe |

#### Eredmények
Csoportkör
D csoport
| Csapat                        | M | Gy | D | V | Rg | Kg | Gk | P |
| ----------------------------- | - | -- | - | - | -- | -- | -- | - |
| Brazília (BRA)                | 3 | 2  | 0 | 1 | 5  | 4  | +1 | 6 |
| Japán (JPN)                   | 3 | 2  | 0 | 1 | 4  | 3  | +4 | 6 |
| Dél-afrikai Köztársaság (RSA) | 3 | 1  | 0 | 2 | 5  | 5  | 0  | 3 |
| Szlovákia (SVK)               | 3 | 1  | 0 | 2 | 4  | 6  | –2 | 3 |

| 2000. szeptember 14. 20:00 |

| Dél-afrikai Köztársaság (RSA) | 1–2               | Japán (JPN)      |
| ----------------------------- | ----------------- | ---------------- |
| Nomvethe 31'                  | (1–0) Jegyzőkönyv | Takahara 46' 78' |

| Bruce Stadium, Canberra Nézőszám: 17 500 Játékvezető: Stéphane Bré (francia) |

| 2000. szeptember 17. 19:00 |

| Brazília (BRA) | 1–3               | Dél-afrikai Köztársaság (RSA)         |
| -------------- | ----------------- | ------------------------------------- |
| Edú 11'        | (1–1) Jegyzőkönyv | Fortune 10' Nomvethe 74' Lekoelea 90' |

| Brisbane Cricket Ground, Brisbane Nézőszám: 36 328 Játékvezető: Bruce Grimshaw (új-zélandi) |

| 2000. szeptember 20. 20:00 |

| Szlovákia (SVK)        | 2–1               | Dél-afrikai Köztársaság (RSA) |
| ---------------------- | ----------------- | ----------------------------- |
| Czinege 64' Šlahor 72' | (0–0) Jegyzőkönyv | McCarthy 75'                  |

| Bruce Stadium, Canberra Nézőszám: 14 562 Játékvezető: Mario Sanchez Yanten (chilei) |

| Csapat                        | Helyezés |
| ----------------------------- | -------- |
| Dél-afrikai Köztársaság (RSA) | 11.      |

## Ökölvívás
| Versenyző         | Versenyszám  | Selejtező                        | Nyolcaddöntő                        | Negyeddöntő       | Elődöntő          | Döntő             | Helyezés |
| Versenyző         | Versenyszám  | Ellenfél Eredmény                | Ellenfél Eredmény                   | Ellenfél Eredmény | Ellenfél Eredmény | Ellenfél Eredmény | Helyezés |
| ----------------- | ------------ | -------------------------------- | ----------------------------------- | ----------------- | ----------------- | ----------------- | -------- |
| Phumzile Matyhila | Papírsúly    | erőnyerő                         | Suleiman Wanjau Bilali (KEN) · 0-15 | kiesett           | kiesett           | kiesett           | 9.       |
| Jeffrey Mathebula | Pehelysúly   | Noureddine Madjhoud (ALG) · 10-5 | Bekzat Szattarhanov (KAZ) · 5-16    | kiesett           | kiesett           | kiesett           | 9.       |
| Danie Venter      | Félnehézsúly | Íháb el-Júszef (SYR) · 12-9      | Gurcsaran Szingh (IND) · RSC        | kiesett           | kiesett           | kiesett           | 9.       |

RSC - a játékvezető megállította a mérkőzést

## Öttusa
| Versenyző     | Versenyszám | Lövészet | Lövészet | Lövészet | Vívás    | Vívás | Vívás | Úszás   | Úszás | Úszás | Lovaglás | Lovaglás | Lovaglás | Lovaglás | Futás    | Futás | Futás | Összesen    | Összesen |
| Versenyző     | Versenyszám | Pontszám | Pont     | Hely.    | Eredmény | Pont  | Hely. | Idő     | Pont  | Hely. | Idő      | Hibapont | Pont     | Hely.    | Idő      | Pont  | Hely. | Összes pont | Helyezés |
| ------------- | ----------- | -------- | -------- | -------- | -------- | ----- | ----- | ------- | ----- | ----- | -------- | -------- | -------- | -------- | -------- | ----- | ----- | ----------- | -------- |
| Karina Gerber | Női         | 166      | 928      | 21.      | 9-15     | 720   | 21.*  | 2:29,13 | 1109  | 21.   | 54,42    | 60       | 1040     | 3.       | 12:05,38 | 820   | 20.   | 4617        | 18.      |

* - egy másik versenyzővel azonos eredményt ért el

## Sportlövészet
Férfi
| Versenyző    | Versenyszám           | Selejtező | Selejtező | Döntő   | Döntő    |
| Versenyző    | Versenyszám           | Pont      | Helyezés  | Pont    | Helyezés |
| ------------ | --------------------- | --------- | --------- | ------- | -------- |
| Jaco Henn    | Sportpuska, fekvő     | 585       | 44.*      | kiesett | kiesett  |
| Jaco Henn    | Sportpuska, összetett | 1145      | 36.       | kiesett | kiesett  |
| Corne Basson | Sportpuska, összetett | 1125      | 44.       | kiesett | kiesett  |
| Corne Basson | Sportpuska, fekvő     | 583       | 47.*      | kiesett | kiesett  |
| Frans Swart  | Trap                  | 109       | 23.**     | kiesett | kiesett  |

* - egy másik versenyzővel azonos eredményt ért el

** - két másik versenyzővel azonos eredményt ért el

## Tenisz
Férfi
| Versenyző                         | Versenyszám | 64-es főtábla               | 32-es főtábla                                                  | Nyolcaddöntő                                                             | Negyeddöntő                                                            | Elődöntő                                                   | Bronz- mérkőzés                                                    | Döntő             | Helyezés |
| Versenyző                         | Versenyszám | Ellenfél Eredmény           | Ellenfél Eredmény                                              | Ellenfél Eredmény                                                        | Ellenfél Eredmény                                                      | Ellenfél Eredmény                                          | Ellenfél Eredmény                                                  | Ellenfél Eredmény | Helyezés |
| --------------------------------- | ----------- | --------------------------- | -------------------------------------------------------------- | ------------------------------------------------------------------------ | ---------------------------------------------------------------------- | ---------------------------------------------------------- | ------------------------------------------------------------------ | ----------------- | -------- |
| Wayne Ferreira                    | Egyes       | Tommy Haas (GER) · 5–7, 2–6 | kiesett                                                        | kiesett                                                                  | kiesett                                                                | kiesett                                                    | kiesett                                                            | kiesett           | 33.      |
| David Adams John-Laffnie de Jager | Páros       |                             | Mexikó (MEX) · Enrique Abaroa · Alejandro Hernández · 6–4, 7–6 | Oroszország (RUS) · Jevgenyij Kafelnyikov · Marat Szafin · 6–3, 3–6, 9–7 | Bahama-szigetek (BAH) · Mark Knowles · Mark Merklein · 4–6, 6–2, 14–12 | Kanada (CAN) · Sébastien Lareau · Daniel Nestor · 1–6, 2–6 | Spanyolország (ESP) · Àlex Corretja · Albert Costa · 6–2, 4–6, 3–6 |                   | 4.       |

Női
| Versenyző                        | Versenyszám | 64-es főtábla                  | 32-es főtábla                                                  | Nyolcaddöntő                      | Negyeddöntő                        | Elődöntő          | Bronz- mérkőzés   | Döntő             | Helyezés |
| Versenyző                        | Versenyszám | Ellenfél Eredmény              | Ellenfél Eredmény                                              | Ellenfél Eredmény                 | Ellenfél Eredmény                  | Ellenfél Eredmény | Ellenfél Eredmény | Ellenfél Eredmény | Helyezés |
| -------------------------------- | ----------- | ------------------------------ | -------------------------------------------------------------- | --------------------------------- | ---------------------------------- | ----------------- | ----------------- | ----------------- | -------- |
| Amanda Coetzer                   | Egyes       | Kuti Kis Rita (HUN) · 6–1, 6–1 | Anne Kremer (LUX) · 4–6, 6–3, 6–4                              | Sabine Appelmans (BEL) · 6–3, 6–1 | Jelena Dokić (AUS) · 1–6, 6–1, 1–6 | kiesett           | kiesett           | kiesett           | 5.       |
| Amanda Coetzer Liezel Horn-Huber | Páros       |                                | Magyarország (HUN) · Mandula Petra · Marosi Katalin · 4–6, 3–6 | kiesett                           | kiesett                            | kiesett           | kiesett           | kiesett           | 17.      |

## Triatlon
| Versenyző     | Versenyszám | 1,5 km úszás | Depózás 1 | 40 km kerékpározás | Depózás 2 | 10 km futás | Összesítés | Összesítés |
| Versenyző     | Versenyszám | Idő          | Idő       | Idő                | Idő       | Idő         | Idő        | Helyezés   |
| ------------- | ----------- | ------------ | --------- | ------------------ | --------- | ----------- | ---------- | ---------- |
| Conrad Stoltz | Férfi       | 18:25,29     | 22,10     | 57:17,60           | 21,00     | 33:58,40    | 1:50:24,39 | 20.        |
| Lizel Moore   | Női         | 20:32,58     | 28,90     | 1:08:09,50         | 23,40     | 38:43,81    | 2:08:18,19 | 30.        |

## Úszás
Férfi
| Versenyző                                                   | Versenyszám            | Előfutam | Előfutam | Előfutam | Elődöntő | Elődöntő | Elődöntő | Döntő    | Döntő    |
| Versenyző                                                   | Versenyszám            | Idő      | Hely.    | Össz.    | Idő      | Hely.    | Össz.    | Idő      | Helyezés |
| ----------------------------------------------------------- | ---------------------- | -------- | -------- | -------- | -------- | -------- | -------- | -------- | -------- |
| Brendon Dedekind                                            | 50 m gyors             | 22,46    | 3.       | 8.       | 22,39    | 4.       | 9.       | kiesett  | kiesett  |
| Roland Schoeman                                             | 50 m gyors             | 22,53    | 4.       | 10.*     | 22,41    | 6.       | 10.*     | kiesett  | kiesett  |
| Roland Schoeman                                             | 100 m gyors            | 49,74    | 4.*      | 10.*     | 49,84    | 7.       | 15.      | kiesett  | kiesett  |
| Ryk Neethling                                               | 400 m gyors            | 3:48,08  | 2.       | 3.       |          |          |          | 3:48,52  | 8.       |
| Ryk Neethling                                               | 1500 m gyors           | 15:09,12 | 2.       | 4.       |          |          |          | 15:00,48 | 5.       |
| Brendon Dedekind Nick Folker Terence Parkin Roland Schoeman | 4 × 100 m gyorsváltó   | 3:21,28  | 5.       | 11.      |          |          |          | kiesett  | kiesett  |
| Simon Thirsk                                                | 100 m hát              | 56,06    | 8.       | 16.      | kiesett  | kiesett  | kiesett  | kiesett  | kiesett  |
| Theo Verster                                                | 100 m pillangó         | 53,95    | 2.       | 18.      | kiesett  | kiesett  | kiesett  | kiesett  | kiesett  |
| Theo Verster                                                | 200 m pillangó         | 2:00,90  | 4.       | 26.      | kiesett  | kiesett  | kiesett  | kiesett  | kiesett  |
| Theo Verster                                                | 200 m vegyes           | 2:03,64  | 7.       | 20.      | kiesett  | kiesett  | kiesett  | kiesett  | kiesett  |
| Terence Parkin                                              | 200 m vegyes           | 2:03,33  | 5.       | 16.*     | kiesett  | kiesett  | kiesett  | kiesett  | kiesett  |
| Terence Parkin                                              | 400 m vegyes           | 4:18,14  | 4.       | 8.       |          |          |          | 4:16,92  | 5.       |
| Terence Parkin                                              | 200 m mell             | 2:15,06  | 3.       | 10.      | 2:13,57  | 4.       | 6.       | 2:12,50  |          |
| Terence Parkin                                              | 100 m mell             | 1:03,11  | 8.       | 28.      | kiesett  | kiesett  | kiesett  | kiesett  | kiesett  |
| Brett Petersen                                              | 100 m mell             | 1:02,20  | 4.       | 11.      | 1:01,42  | 4.       | 5.       | 1:01,63  | 7.       |
| Nick Folker Brett Petersen Simon Thirsk Theo Verster        | 4 × 100 m vegyes váltó | 3:42,44  | 4.       | 13.      |          |          |          | kiesett  | kiesett  |

Női
| Versenyző                                                | Versenyszám            | Előfutam | Előfutam | Előfutam | Elődöntő | Elődöntő | Elődöntő | Döntő   | Döntő    |
| Versenyző                                                | Versenyszám            | Idő      | Hely.    | Össz.    | Idő      | Hely.    | Össz.    | Idő     | Helyezés |
| -------------------------------------------------------- | ---------------------- | -------- | -------- | -------- | -------- | -------- | -------- | ------- | -------- |
| Heleen Muller                                            | 50 m gyors             | 26,07    | 6.       | 25.      | kiesett  | kiesett  | kiesett  | kiesett | kiesett  |
| Heleen Muller                                            | 100 m gyors            | 55,45    | 2.       | 5.       | 55,24    | 3.       | 5.       | 55,19   | 6.       |
| Heleen Muller                                            | 200 m gyors            | 1:59,89  | 1.       | 2.       | 2:00,04  | 5.       | 9.       | kiesett | kiesett  |
| Charlene Wittstock                                       | 100 m hát              | 1:03,18  | 6.       | 17.      | kiesett  | kiesett  | kiesett  | kiesett | kiesett  |
| Charlene Wittstock                                       | 200 m hát              | 2:15,10  | 7.       | 16.      | 2:14,95  | 7.       | 14.      | kiesett | kiesett  |
| Penelope Heyns                                           | 200 m mell             | 2:30,17  | 7.       | 20.      | kiesett  | kiesett  | kiesett  | kiesett | kiesett  |
| Penelope Heyns                                           | 100 m mell             | 1:07,85  | 1.       | 2.       | 1:08,33  | 3.       | 5.       | 1:07,55 |          |
| Sarah Poewe                                              | 100 m mell             | 1:08,06  | 1.       | 4.       | 1:07,48  | 1.       | 1.       | 1:07,85 | 4.       |
| Sarah Poewe                                              | 200 m mell             | 2:27,84  | 3.       | 9.       | 2:25,54  | 2.       | 5.       | 2:25,72 | 6.       |
| Renate du Plessis                                        | 100 m pillangó         | 1:01,32  | 5.       | 28.      | kiesett  | kiesett  | kiesett  | kiesett | kiesett  |
| Mandy Loots                                              | 100 m pillangó         | 59,94    | 5.       | 16.      | 59,63    | 7.       | 12.      | kiesett | kiesett  |
| Mandy Loots                                              | 200 m pillangó         | 2:11,38  | 4.       | 14.      | 2:10,58  | 6.       | 12.      | kiesett | kiesett  |
| Charlene Wittstock Sarah Poewe Mandy Loots Heleen Muller | 4 × 100 m vegyes váltó | 4:07,19  | 1.       | 5.       |          |          |          | 4:05,15 | 5.       |

* - egy másik versenyzővel azonos eredményt ért el

## Vitorlázás
Férfi
| Versenyző   | Versenyszám | Futam | Futam | Futam | Futam | Futam | Futam | Futam | Futam | Futam | Futam | Futam | Pontszám | Helyezés |
| Versenyző   | Versenyszám | 1     | 2     | 3     | 4     | 5     | 6     | 7     | 8     | 9     | 10    | 11    | Pontszám | Helyezés |
| ----------- | ----------- | ----- | ----- | ----- | ----- | ----- | ----- | ----- | ----- | ----- | ----- | ----- | -------- | -------- |
| Ian Ainslie | Finn dingi  | 7     | 17    | 14    | (19)  | (22)  | 15    | 7     | 7     | 12    | 9     | 11    | 99,0     | 14.      |

Nyílt
| Versenyző           | Versenyszám | Futam | Futam | Futam | Futam | Futam | Futam | Futam | Futam | Futam | Futam | Futam | Pontszám | Helyezés |
| Versenyző           | Versenyszám | 1     | 2     | 3     | 4     | 5     | 6     | 7     | 8     | 9     | 10    | 11    | Pontszám | Helyezés |
| ------------------- | ----------- | ----- | ----- | ----- | ----- | ----- | ----- | ----- | ----- | ----- | ----- | ----- | -------- | -------- |
| Gareth Blanckenberg | Laser       | (24)  | 10    | (32)  | 6     | 1     | 11    | 4     | 21    | 19    | 12    | 8     | 92,0     | 9.       |